# Koninkrijksdag

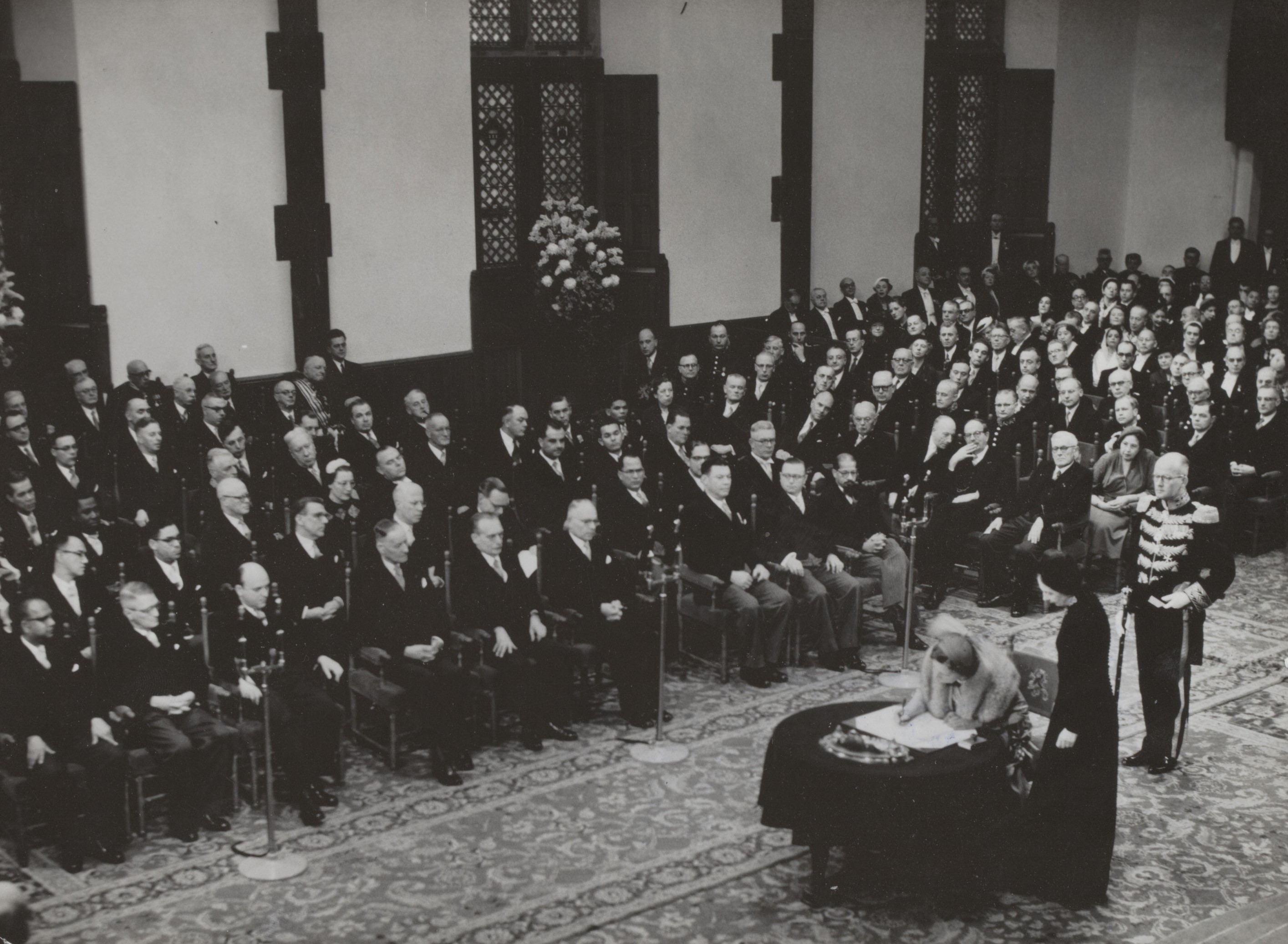
Koningin Juliana ondertekent de bevestiging van het Statuut voor het Koninkrijk der Nederlanden op 15 december 1954

Koninkrijksdag (Papiaments: Dia di Reino; Engels: Kingdom Day), ook Statuutdag of Dag van het Statuut, is de viering van het tekenen van het Statuut voor het Koninkrijk der Nederlanden. Dit statuut werd in de Ridderzaal in Den Haag op 15 december 1954 getekend door Koningin Juliana.
In het statuut worden de verhoudingen geregeld tussen Nederland en de andere landen van het Koninkrijk der Nederlanden (destijds de Nederlandse Antillen, Nederlands-Nieuw-Guinea en Suriname, nu Aruba, Curaçao en Sint Maarten). Met de nieuwe rechtsorde werd ook een belangrijke mijlpaal bereikt in het Nederlandse dekolonisatieproces.

## Evenementen

### Officiële feestdag
Koninkrijksdag is geen officiële feestdag.

### Koninkrijksconcerten
Het eerste Koninkrijksconcert zou aanvankelijk in 2004 van start gaan, omdat het toen precies 50 jaar geleden was dat het Statuut voor het Koninkrijk werd getekend door Koningin Juliana. Vanwege het overlijden van prins Bernhard werd het concert afgelast. In 2005 ging het eerste concert in première in Schouwburg Kunstmin te Dordrecht. De concerten stonden steeds in het teken van het bijeenbrengen van allerlei soorten van muziek en andere culturele aspecten uit alle delen van het Koninkrijk der Nederlanden. Vanuit alle delen van het Koninkrijk leverden diverse artiesten hun artistieke bijdragen. 
- 2005 -  Dordrecht, Schouwburg Kunstmin in aanwezigheid van HM Koningin Beatrix
- 2006 -  Amersfoort, Theater De Flint in aanwezigheid van HKH Prinses Máxima
- 2007 -  Nijmegen, Concertgebouw de Vereeniging in aanwezigheid van prof. mr. Pieter van Vollenhoven
- 2008 -  Willemstad, Brionplein (in de buitenlucht)
- 2009 -  Zoetermeer, Stadstheater Zoetermeer in aanwezigheid van Koningin Beatrix en Kroonprins Willem-Alexander en prinses Máxima
- 2010 - afgelast in verband met de staatkundige hervormingen[4]
- 2011 -  Lelystad, Agoratheater in aanwezigheid van HM Koningin Beatrix
- 2012 -  Rotterdam, Beurs World Trade Center Rotterdam in aanwezigheid van HM Koningin Beatrix en ZKH Kroonprins Willem-Alexander
- 2013 -  Scheveningen, AFAS Circustheater (Tweehonderd-jarig bestaan van het koninkrijk, gevierd op 30 november) Dit concert draagt de naam Koninkrijksconcert maar werd niet zoals alle andere concerten georganiseerd door een Nederlandse gemeente en het ministerie van Binnenlandse Zaken en Koninkrijksrelaties
- 2014 -  Amsterdam, De Meervaart in aanwezigheid van ZM Koning Willem-Alexander

### Naturalisatiedag
Vanaf 2008 wordt de naturalisatiedag ook op deze dag gevierd, deze dag werd voorheen op 24 augustus gevierd.

## Herdenkingsmunten
In 2004 werden bij de Koninklijke Nederlandse Munt te Utrecht ter gelegenheid van de vijftigste Koninkrijksdag zes speciale munten geslagen. Voor Nederland een gouden munt van 10 euro en een zilveren van vijf euro, ontworpen door Rudy Luijters; voor de Nederlandse Antillen een gouden en een zilveren gulden, ontworpen door Ans Mezas-Hummelink; en voor Aruba een gouden en een zilveren florin, ontworpen door Evelino Fingal. De eerste exemplaren werden op 13 december gelijktijdig geslagen door de Nederlandse vicepremier Thom de Graaf; minister-president van de Nederlandse Antillen Etienne Ys; en minister-president van Aruba Nelson Oduber. Staatssecretaris Joop Wijn was gastheer.